# USS Liberty (AGTR-5)
El USS Liberty (AGTR-5) fue un barco de investigación técnica de la Armada de los Estados Unidos de la clase Belmont, conocido por sufrir un ataque de las Fuerzas de Defensa de Israel en 1967 durante la guerra de los Seis Días.

## Años como buque civil
Fue botado en 1945 por los astilleros de Oregon Shipbuilding Corporation bajo el nombre de Simmons Victory, después de la firma de un contrato con la Comisión Marítima de los Estados Unidos. (en inglés: United States Maritime Commission, que se encargó en los años posteriores a la Segunda Guerra Mundial de renovar la hostigada flota mercante).

## Años como buque militar
Hasta 1958 era un barco mercante civil que unía la costa Oeste de los Estados Unidos con puntos del suroeste del Pacífico en donde existían bases aeronavales de la Armada. Ese mismo año, el barco fue adquirido por la Armada de los Estados Unidos (U.S. Navy) quienes lo rebautizaron con el nombre Liberty y le asignaron la matrícula AG-168. En 1965 fue modernizado con múltiples dispositivos de escucha de transmisiones con el apoyo económico de la Agencia de Seguridad Nacional (NSA, siglas en inglés) para defender los intereses norteamericanos frente a la amenaza soviética. Dicha inversión supuso el desembolso de 20 millones de dólares.

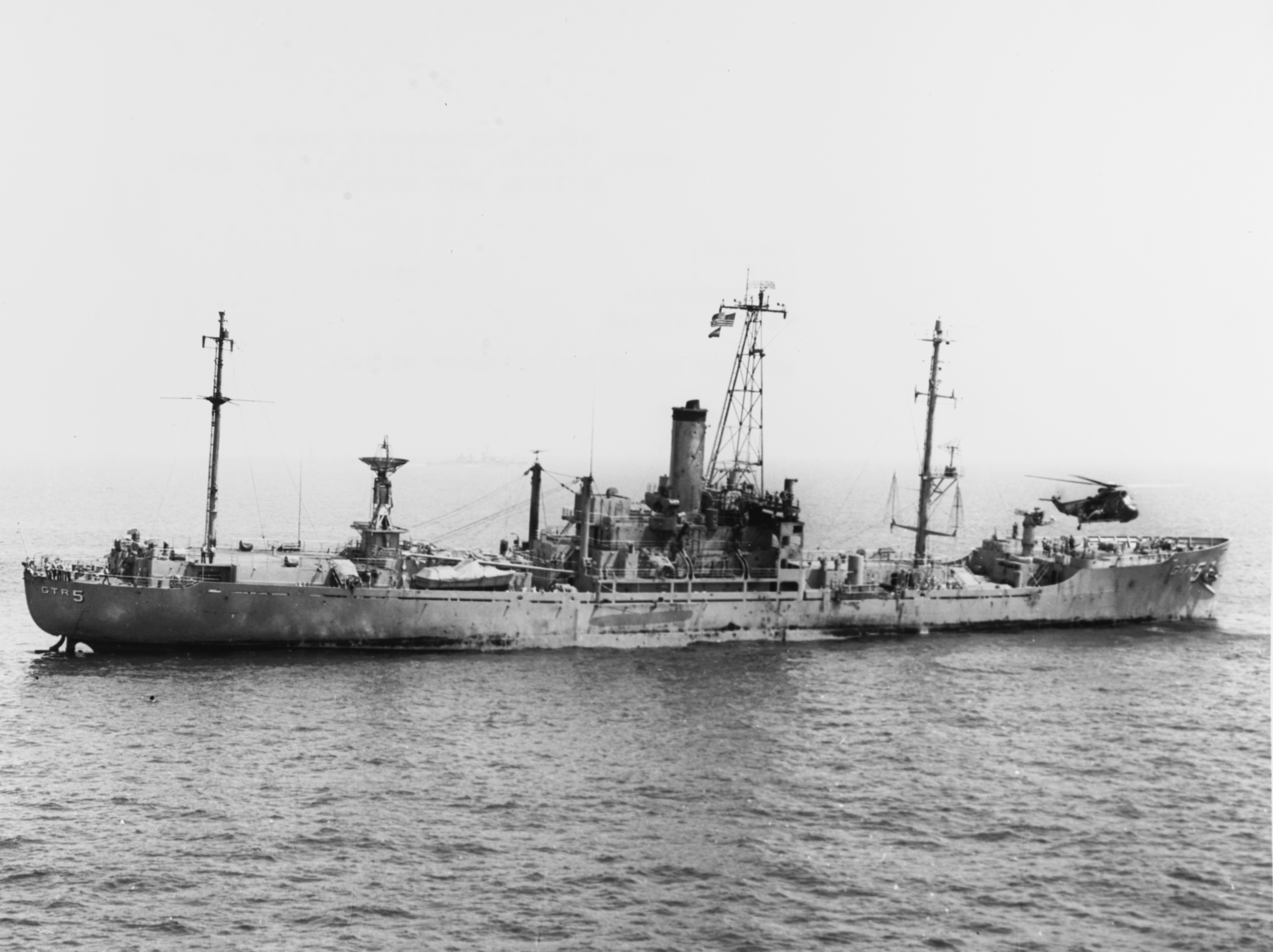
El USS Liberty escorado a estribor después de ser atacado.

### Incidente delUSS Liberty
En 1967, durante la Guerra de los Seis Días entre fuerzas árabes e israelíes, el USS Liberty navegaba en aguas internacionales cercanas a la península del Sinaí por detrás del grueso de la flota que se encontraba en el este del Mar Mediterráneo. La tarde del 8 de junio, cuarto día de combates, el Liberty fue atacado y seriamente dañado por varios aviones y patrulleros de las Fuerzas de Defensa Israelíes (FDI) al ser supuestamente confundido por un barco enemigo, muriendo 34 miembros de la tripulación y produciéndose 173 heridos de diversa gravedad.
Después de varias investigaciones por parte de Israel y de los Estados Unidos, se llegó a la conclusión de que el trágico incidente sobrevino después de un error de identificación por parte de la FDI, que alegó haber confundido el barco estadounidense con el patrullero egipcio El Quseir, de varias miles de toneladas de desplazamiento menos que el primero. No obstante, hasta la actualidad continúan versiones que afirman que el USS Liberty estaba perfectamente identificado por Israel, como lo detalla la investigación del periódico Chicago Tribune, que transcribe las conversaciones entre los propios pilotos de caza, el hecho de que la embarcación tenía su nombre escrito con letras latinas y no con letras árabes, además de la bandera de Estados Unidos que ondeaba en los mástiles del barco. Según esta investigación, algunas versiones sostienen que los israelíes no querían que el buque interceptara sus propias comunicaciones y ese habría sido el motivo del ataque. Además, el historiador Gabby Bron afirma haber presenciado ejecuciones de prisioneros egipcios por parte de la milicia israelí en la ciudad El Arish, mientras el USS Liberty se encontraba a menos de 13 millas del lugar de las ejecuciones, donde podrían haber escuchado las comunicaciones de los oficiales israelíes ordenando ejecutar a los prisioneros de guerra. Por otro lado, el analista Adrián Salbuchi sostiene que el ataque contra el USS Liberty se trató de una operación de bandera falsa del ejército israelí en un intento por tratar de hundir el buque para poder culpar a Gamal Abdel Nasser y así arrastrar a Estados Unidos a la guerra del lado israelí contra Egipto.
Cabe destacar que el barco recibió la Presidencial Union Citation y el capitán William McGonagle la medalla de honor otorgada por el Congreso de los Estados Unidos por los servicios prestados.

## Baja y desguace
Después del incidente, el barco fue escoltado por unidades de la Sexta Flota al puerto de La Valetta, Malta, en donde se realizaron reparaciones básicas en el casco, gravemente dañado. En julio de 1967 el Liberty regresó a los Estados Unidos. Causó baja en el registro de navíos de la Armada estadounidense un año después, pasando a formar parte de la Reserva de la Flota Atlántica hasta 1970. En 1973 fue finalmente vendido a la empresa Boston Metal Company para su desguace en Baltimore, Maryland.